# Alfred Harvey
Pour les articles homonymes, voir Harvey.
Alfred Harvey est le fondateur et le président de la maison d'édition Harvey Comics spécialisée dans les comic books de 1939 à 1989.

## Biographie
Alfred Harvey Wiernikoff naît le 6 octobre 1913 à Brooklyn dans une famille d'émigrés juifs de Russie. Il a un frère plus âgé, Robert, et un frère jumeau nommé Leon. Il commence dès l'âge de 15 ans à gagner de l'argent grâce au dessin en produisant des publicités dessinées. Lorsqu'à la fin des années 1930, les comics commencent à envahir avec succès les stands des marchands de journaux, Alfred Harvey décide de travailler dans ce milieu et est engagé par Victor S. Fox, le président de la Fox Feature Syndicate. Il devient rapidement le rédacteur en chef de la société qui emploie alors de jeunes talents comme Jack Kirby et Joe Simon. Cependant, cela ne suffit pas à Harvey qui, en 1940, quitte la Fox pour fonder sa propre maison d'édition nommée Alfred Harvey Publication. Il innove alors en publiant un magazine de bande dessinée au format digest intitulé Pocket Comics. Petit à petit le nombre de comics publié augmente, avec des fortunes diverses puisque certains ne dépassent pas le second numéro. Ce sont surtout, au début, des titres rachetés à de précédents éditeurs. Pendant la guerre, le nombre de titres est réduit à trois : All-New Comics, Green Hornet Comics et Speed Comics. Alfred Harvey est appelé sous les drapeaux mais il ne participe pas aux combats. Il retrouve son rôle d'éditeur en publiant des comics éducatifs destinés aux soldats. Son frère Leon devient alors vice-président et responsable éditorial de Alfred Harvey Publication qui est renommée en Family Comics. Après la guerre, Robert Harvey est aussi engagé dans la société qui prend le nom définitif de Harvey Comics. Deux genres sont surtout proposés alors : des comics d'humour et des comics de super-héros.
Lorsque les super-héros perdent leur attrait, Alfred Harvey décide de les remplacer par des adaptations de comic-strip comme Palooka qui se vend à plus d'un million d'exemplaires ou The Sad Sack. Par la suite, il mène une politique éditoriale dépourvue d'originalité, se contentant de suivre les modes : les comics de romance, les comics d'horreur, les comics de guerre durant la guerre de Corée et même une tentative d'imiter Mad avec un magazine intitulé Flip qui ne connut pas le succès. Tous ces comics disparaissent en même temps que la mode qui les a portés. Il n'y a qu'un genre qui échappe à la disparition : celui des comics destinés aux enfants. En effet, en 1947, Alfred Harvey signe un accord avec la société Famous Studios qui produit des dessins animés. Harvey Comics obtient ainsi les droits de nombreux personnages comme Casper le gentil fantôme. Comme ces comics connaissent le succès, Harvey Comics crée ses propres personnages destinés aux enfants (Wendy la gentille petite sorcière, Richie Rich, etc.) qui eux aussi attirent les plus jeunes. Parmi ces personnages Alfred Harvey revendique la création de Richie Rich qu'il aurait imaginé en 1930. Cependant cette paternité a aussi été revendiquée par Warren Kremer. Par ailleurs, le premier à avoir dessiné le personnage est Steve Muffatti dans le premier numéro de Little Dot, ce qui peut laisser supposer que c'est lui qui a créé le personnage. En 1957, il crée le personnage de Hot Stuff, diablotin rouge vêtu d'une couche. En 1959, Harvey rachète les droits des personnages de Famous Studio mais, en échange, les dessins animés doivent être produit en collaboration avec Famous Studio. Et c'est ainsi qu'à partir de 1963 ils produisent leurs propres dessins animés. Alfred Harvey est donc à la tête d'une entreprise florissante avec des ventes de comics qui dépassent souvent le million d'exemplaires vendus. Ce succès persiste jusqu'à la fin des années 1970. Petit à petit, les ventes s'étiolent et en 1982 Harvey Comics cesse de publier des séries. En 1986, Alfred Harvey décide de relancer son entreprise mais avec beaucoup moins de titres. Cette tentative fait long feu. En 1989, Alfred Harvey fait une crise cardiaque qui le laisse dans le coma. La société est vendue. Alfred Harvey meurt le 4 juillet 1994 sans jamais être sorti du coma.

## Vie privée
Elsa Lorne naît le 7 avril 1931. Après des études au City College of New York elle est engagée par Alfred Harvey et travaille comme directrice de la publicité. En 1957, elle participe activement à l'accord entre Harvey Comics et Famous Studio. En 1958, Alfred Harvey l'épouse en secondes noces et ils ont quatre enfants : Alan, Russel, Adam et Eric. En 1988, Elsa Lorne devient  directrice de la maison d'édition Lorne-Harvey qui a pour ambition de diffuser les séries dont Alfred Harvey a gardé les droits après la vente de Harvey Comics à Jeff Montgomery. Quatorze séries, et vingt-neuf numéros, seulement sont publiées jusqu'en 2005. Elsa Lorne meurt le 17 mars 1994 d'un cancer.